# Jamyang Shakya Gyaltsen
Jamyang Shakya Gyaltsen (1340-1373) was de tweede vorst uit de Phagmodru-dynastie van 1364 tot 1373. De Phagmodrupa was de heersende dynastie in Tibet was van 1354 tot 1435. Tijdens zijn regering was er politieke stabiliteit in Centraal-Tibet (U-Tsang) en werden er vriendschappelijke relaties aangeknoopt met Ming-China.

## Jeugd
Jamyang Shakya Gyaltsen was de oudste zoon van Sonam Sangpo, een broer van de oprichter van de Phagmodru-dynastie, Changchub Gyaltsen.
Toen hij negen jaar oud was, trad hij toe tot een boeddhisch klooster uit de karma kagyütraditie. In 1352 werd hij op nog jonge leeftijd bevorderd tot abt van de Tsetang Gompa bij Tsetang. De jongen was op goede voet met de geestelijk leraar Butön Rinchen Drub, die hem loofde voor zijn grote kennis op religieus gebied.

## Regering
Toen zijn oom en stichter van de Phagmodru-dynastie, tai situ Changchub Gyaltsen, in 1364 overleed, volgde Jamyang Shakya Gyaltsen hem op als regent (desi); hij behield echter ook zijn religieuze positie. Zijn macht strekte zich uit over de centrale delen van Tibet: U en Tsang.
Bij zijn aantreden liep de Mongoolse Yuan-dynastie op haar eind en had ze geen kans meer om zich nog in Tibetaanse zaken te mengen zoals ervoor het geval was. In 1365 ontving de nieuwe regent van Ukhaantu Khan weliswaar nog wel de titel Güshri en de investituur van het district Nedong, het historisch leengoed van de Phagmogrupa-linie. Ukhaantu Khan verloor echter drie jaar later, in 1368, de keizerlijke troon waarbij de Ming-dynastie de macht overnam in China.
Jamyang Shakya Gyaltsen kende in het algemeen een rustige regering. Slechts eenmaal voerde hij een oorlog tegen vijanden in de regio Tsang, dat hij geheel succesvol won.
In 1373 organiseerde hij een groot beraad in Nedong, dat wordt gezien als het hoogtepunt van de dominantie van de Phagmodrupa. Gyaltsen overleed nog hetzelfde jaar.

## Opvolging
Ondanks zijn monastieke gelofte had Jamyang Shakya Gyaltsen een zoon, Dragpa Rinchen. Niet zijn zoon echter, maar lokale heersers van Gemo volgden hem op. In eerste instantie was zijn opvolger zijn jongere broer, Shakya Rinchen, die kort erna zijn verstand verloor na een huisbrand. De regering van de Phagmodru-dynastie werd vervolgens voortgezet door zijn neef (oomzegger) Dragpa Changchub.